# Tine Gotthelf
Tine Gotthelf (* 18. Mai 1968 in Løjt Kirkeby) ist eine dänische Schauspielerin.

## Leben
Tine Gotthelf wuchs gemeinsam mit ihrem Zwillingsbruder, dem Schauspieler Jens Gotthelf, in der süddänischen Kleinstadt Løjt Kirkeby auf.
Sie absolvierte ihre Schauspielausbildung von 1990 bis 1995 an der Staatlichen Theaterhochschule in Kopenhagen. Als Bühnendarstellerin wirkte sie in zahlreichen Theaterstücken und Musicals wie beispielsweise in West Side Story oder Jesus Christ Superstar mit, so unter anderem auch am Folketeatret, am Odense Teater, am Aarhus Teater oder am Aalborg-Theater. Seit 1996 hat sie als Schauspielerin vor der Kamera in mehr als 20 Film-und-Fernsehproduktionen mitgewirkt. Sie ist auch als Synchronsprecherin für Zeichentrickfilme aktiv, wie beispielsweise für Hotel Transsilvanien.
Tine Gotthelf lebt in Kopenhagen. Neben ihrer Muttersprache Dänisch spricht sie auch fließend Deutsch, Englisch, Norwegisch und Schwedisch.

## Filmografie (Auswahl)
- 1996: Ein Tag im Mai
- 2001: Den store forskel
- 2010: Imens bladene falder
- 2013: Die Brücke – Transit in den Tod (Fernsehserie, 1 Folge)
- 2017: Die Wege des Herrn (Fernsehserie, 1 Folge)
- 2020: Wenn die Stille einkehrt (Fernsehserie, 2 Folgen)
- 2022: The Deportation of a Citizen Model